# Долгие ночи
«Долгие ночи» (чечен. Еха буьйсанаш) — исторический роман Абузара Айдамирова. В произведении описываются события середины XIX века, происходившие в Чечне, которые привели к переселению части чеченцев в Турцию. Роман является первой частью трилогии, последующими частями которой являются книги «Молния в горах» и «Буря». Трилогия стала классическим произведением чеченской литературы, а автор был признан её прижизненным классиком.

## Сюжет
В романе фигурируют десятки реально существовавших персонажей от Кундухова до Лорис-Меликова и от Байсангура Беноевского до Маркса. Автор описывает реальные политические и исторические события того периода и их преломление в судьбах простого народа.
Победа над Шамилём не привела к стабилизации ситуации в Чечне, поскольку царская власть использует эту победу для притеснения коренного населения. Кундухов предлагает обманом переселить чеченцев в Турцию, чтобы облегчить управление захваченной территорией. Часть населения поддаётся на уговоры: они не видят никаких перспектив на родине, у них отчаянное положение и они поверили рассказам о процветании, которое их ждёт в Турции среди единоверцев. На деле оказывается, что они потеряли то немногое, что имели дома, и ничего не приобрели на чужбине. Роман завершается расстрелом турецкими войсками при попытке пересечения российско-турецкой границы большой группы мухаджиров, которые пытаются вернуться на родину.

## История создания
В период хрущёвской оттепели чеченская художественная интеллигенция, недавно вернувшаяся из депортации, начала создавать произведения, которые правдиво, хотя и с некоторыми идеологическими и политическими ограничениями, отражали историю народа. Но после смещения Хрущёва литераторы лишились этой, пусть и ограниченной, свободы. «Долгие ночи» выходили за рамки установленных властью ограничений.
Официальная точка зрения состояла в том, что борьба горцев за свободу рассматривалась лишь как джихад против русских христиан под знаменем религиозных фанатиков, инспирируемый и поддерживаемый Турцией и Англией. Айдамиров писал:
Документы и материалы, относящиеся к движению кавказских горцев, надо изучать тщательном, объективно. Нельзя забывать, что эти документы составлены руками царских военачальников и чиновников, которые часто прибегали к оправданию своей преступной деятельности и завоевательной политики царизма на Кавказе. Как своих противников, они обвиняли горцев в коварстве и зверстве, приписывая им несовершённые преступления, сочиняли о них всякие небылицы. Капитан Генерального штаба М. Я. Ольшевский, дослужившийся … до генерала от инфантерии, — открыто писал, что «чеченцев, как своих врагов, мы старались всеми мерами уничтожать и даже достоинства их обращать в недостатки. Мы считали их народом до крайности непостоянным, легковерным, коварным и вероломным потому, что они не хотели выполнять наших требований, не сообразных с их понятиями, нравами, обычаями и образом жизни. Мы их так порочили только потому, что они не хотели плясать под нашу дудку, звуки которой были для них слишком жёстки и оглушительны».

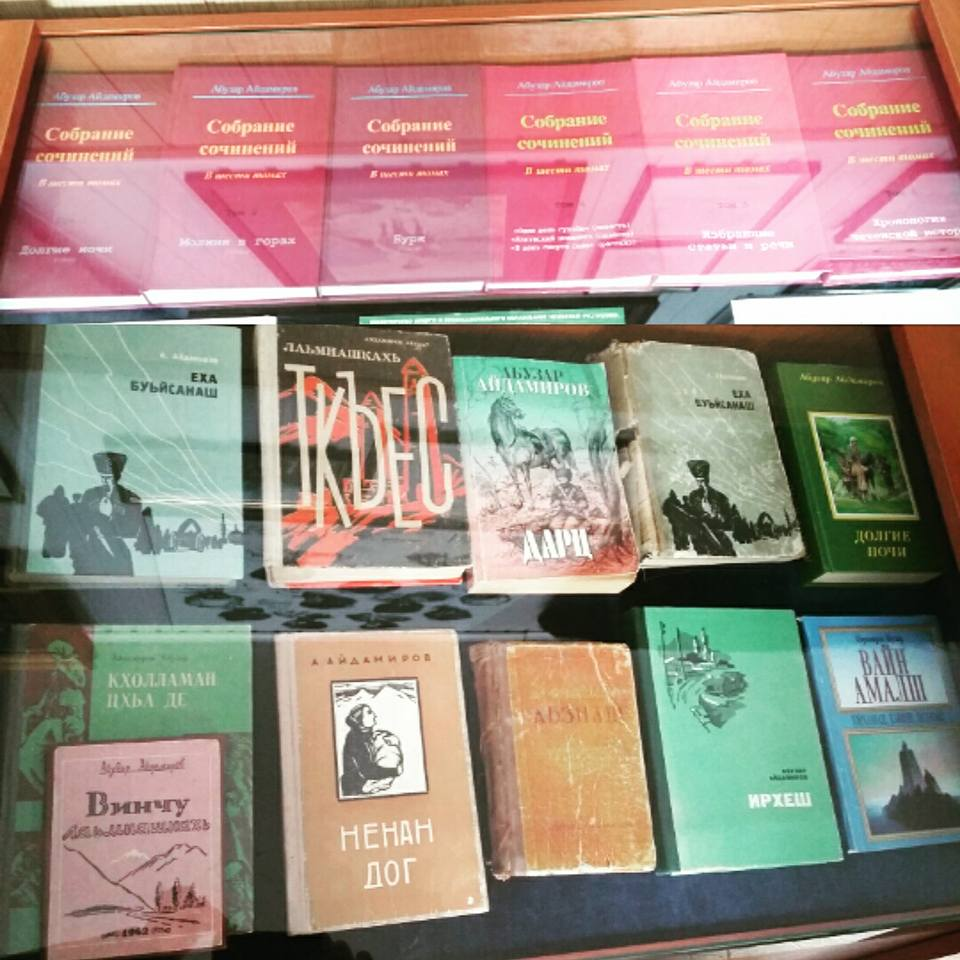
Книги Абузара Айдамирова.

Пытаясь самостоятельно разобраться в причинах депортации, Айдамиров занялся образованием и самообразованием. В 20 лет, не обращая внимания на насмешки, пошёл в седьмой класс. Благодаря тяге к знаниям учёба давалась легко. Как спецпереселенец, он не мог покинуть место жительства, потому стал писать письма в различные организации с просьбой прислать литературу по истории Кавказа. Благодаря настойчивости он получил труды А. Даниялова, Н. Смирнова, А. Фадеева, С. Беляева, А. Берже, М. Ольшевского, М. Острогорского и целого ряда других авторов.
Впоследствии он вспоминал:
И вот я, 26-летний бесправный спецпереселенец, заочник бухгалтерского отделения сельхозтехникума, фактически без образования и жизненного опыта, не имея доступа к архивам, Госбиблиотеке СССР, по своей наивности твёрдо решил восстановить историческую правду о чеченском народе, защитить его попранную национальную честь и достоинство, его человеческие права, голыми руками вступить в схватку с мощной, коварной машиной коммунистической идеологии. Этим решением я сознательно взвалил на свои слабые, хилые плечи колоссальную тяжёлую ношу, которую также сознательно влачил десятки лет. Оно стоило мне тысяч бессонных ночей. Я обрёк себя на пожизненное физическое, моральное страдание и бедность.
После смерти Сталина положение депортированных немного облегчилось. В 1955 году в Алма-Ате появилась первая после перерыва, связанного с депортацией, газета на чеченском языке «Къинхьегаман байракх» (чечен. «Знамя труда»). Газета стала центром консолидации уцелевших представителей чеченской интеллигенции. Айдамиров начал сотрудничать с газетой. Благодаря ей он познакомился с известными чеченскими писателями и учёными: Магомед-Салахом Гадаевым, Арби Мамакаевым и другими.
Айдамиров написал повесть «Один день судьбы», в которой описывались события 23 февраля 1944 года. Но она не была опубликована — на материалы о депортации народов в СССР был наложен неофициальный запрет. Эта тема не освещалась даже в период хрущёвской оттепели. Поэтому Айдамиров обратился к теме выселения чеченцев в 1865 году, для которой он продолжал собирать материал по всем известным ему архивам страны. А «Один день судьбы» смог увидеть свет лишь спустя 33 года с момента написания.
Активность Айдамирова не осталась незамеченной властями — в 1965 году его деятельность взяли под негласный контроль партийно-государственные органы. В конце 1950-х — начале 1960-х годов властью был взят завуалированный курс на русификацию народов СССР. С этой целью из национальных школ вытеснялось преподавание на родных языках. Первой жертвой такой политики стали чеченские и ингушские школы. Затем был поднят вопрос о закрытии чеченских и ингушских газет. Айдамиров написал статью, в которой подверг критике официальную политику властей. Но газета «Грозненский рабочий» отказалась её опубликовать.
Тем не менее в сентябре 1964 году Айдамирову предоставилась возможность публично высказать свою точку зрения. В Грозном состоялось республиканское совещание работников просвещения, науки и культуры, в работе которого принимали участие все секретари обкома КПСС и члены правительства республики. Директор сельской школы Айдамиров фактически позволил себе критиковать национальную политику ЦК КПСС. Более того, он предложил альтернативную программу развития национальных школ. Хотя в зале многие разделяли его точку зрения, открыто поддержать его не посмел никто. Тут же, на совещании Айдамиров подвергся жёстким нападкам со стороны представителей официальной точки зрения.

## Издание
Наконец, в 1972 году книга, на которую автор потратил двадцать лет жизни и массу усилий, была издана на чеченском языке. Первоначальное название — «Чёрные дни» — не понравилось издательству. Не был принят и другой вариант, предложенный автором, — «Выжженная земля». Наконец, после долгих дискуссий, роман получил название «Долгие ночи». За два месяца весь тираж — 5 тысяч экземпляров — разошёлся без остатка. Книгу нельзя было найти даже в библиотеках — читатели не возвращали её.
Поначалу партийно-государственные органы и спецслужбы не заметили никакого подвоха, поскольку они не знали содержания книги. Айдамиров, в своих обращениях в органы власти с просьбой разрешить издание, писал, что роман написан с позиций марксистско-ленинского интернационализма. Эту точку зрения подтвердили в своих рецензиях доктор наук Вахит Туркаев и писатель Магомед Сулаев. Сотни людей специально учили чеченский язык, чтобы прочесть книгу. Оглушительный успех романа привёл к тому, что Айдамиров даже был удостоен звания народного писателя Чечено-Ингушетии.
Но когда содержание романа стало известно представителям власти, они спохватились. В показанных в романе событиях по выселению чеченцев в середине XIX века явно просматривались аналогии с депортацией 1944 года. Школьников заставляли вырывать из учебников страницы с отрывками из романа. Было издано распоряжение изъять книгу из библиотек и уничтожить. Однако было поздно — в библиотеках её уже не было.
В 1973 году в Грозном прошёл митинг ингушей с требованиями полной реабилитации. Требования митингующих удовлетворены не были. Напротив, началась кампания по очернению дореволюционной истории чеченцев и ингушей. С этой целью летом 1973 года в Грозном был проведён X пленум Чечено-Ингушского обкома КПСС, на котором подверглись публичному избиению авторы двухтомника «Очерки истории Чечено-Ингушской АССР» (отв. ред. Н. А. Смирнов). Вина авторов заключалась в том, что они уделили недостаточно внимания дружбе народов СССР. Те же претензии были к автору «Долгих ночей».
Не сумев помешать изданию книги, власть стала мешать Айдамирову публиковать свои произведения. Айдамиров захотел издать свой роман «Именем свободы» (сокращённый вариант «Долгих ночей») в переводе на русский язык. План издательства утверждался в Москве, где затребовали роман и рецензии к нему. От автора требовали изменений текста, которые выхолащивали центральную идею, ради которой роман и был написан. На это Айдамиров пойти не мог. Неблагоприятные отзывы рецензентов привели к тому, что этот роман не увидел свет. В 1974 году Айдамиров предпринял новую попытку — с тем же результатом.
Началась затяжная тяжба с властью за право издать роман. Рецензенты, представлявшие официальную точку зрения, подвергали роман уничтожающей критике, смысл которой сводился к тому, что для издания роман нужно радикально изменить, чтобы привести изложение в соответствие с навязываемыми властью представлениями. Это фактически лишало смысла его публикацию, поскольку он создавался с другими целями. Мнение других рецензентов, которые поддерживали Айдамирова, например, Н. Г. Джусойты, властями игнорировалось:
… Думаю, с выходом в свет романа А. Айдамирова на русском языке чеченский исторический роман займёт достойное место в большой советской прозе. Издать его на русском языке необходимо ещё и потому, что роман ярко показывает исходный рубеж того всемирно-исторического явления в нашей общественной, идеологической и нравственной деятельности, которое носит название дружбы народов. Без такого ясного, конкретного представления о том, каковы были взаимоотношения народов в царской России и почему они были таковы, нельзя понять во всём объёме всю ту гигантскую работу, которую провела наша партия по интернациональному воспитанию народов нашей многонациональной родины.Н. Г. Джусойты
Запрещалось даже упоминать название романа. Дошло до того, что в 1983 году на торжественном вечере, посвящённом 50-летнему юбилею Айдамирова, главное его произведение, фактически сделавшее юбиляра Народным писателем Чечено-Ингушетии, ни разу не было упомянуто в многочисленных поздравительных речах. За этим бдительно следили представители «компетентных» органов.
В 1979 году Айдамиров отдал в издательство вторую часть трилогии «Молния в горах». На этот раз партийные органы и спецслужбы были начеку. К тому же они знали, чего ждать от автора. Роман не был допущен к изданию. Н. Г. Джусойты в своём письме Айдамирову писал:
Ты совершенно прав в своей обиде за свой народ. Может быть, в самом деле, ни один народ не окутан таким туманом клеветы, пересудов, предрассудочных представлений, как чеченский, твой родной народ… И я понимаю, как трудно, как невыносимо трудно терпеть такую несправедливость. Но прорвать этот порочный круг не так-то легко.
«Реабилитация» романа произошла в 1990 году, когда Айдамиров был избран депутатом Верховного Совета СССР. В том же году роман был издан на чеченском языке. Издать «Долгие ночи» на русском языке удалось лишь в 1996 году, когда в Чечне шла первая чеченская война.

## Критика
Овхад Джамбеков отмечает, что большой объём цитируемых документов и фольклорных материалов придаёт тексту многослойность. При этом такой приём не утяжеляет художественное пространство романа, но создаёт особую экспрессию благодаря умелому выбору цитируемого материала.
Чеченская литература XX века характеризуется ярко выраженным интересом к национальной художественной старине. Не избежал этой тенденции и Айдамиров в своём романе. Однако при этом в его творчестве отсутствует склонность к архаизации. Напротив, язык произведения является динамичным, экспрессивным, чувствуется новизна авторского видения. Айдамиров выступает как современник и собеседник читателя.
Фольклор используется писателем не как орнамент или элемент стилизации, для него они являются источником образов, характеров, настроений. Устное творчество помогает правдиво показывать народную среду, является средством постижения национального характера.
Роман А. Айдамирова задуман как широкое историческое повествование о судьбах чеченского народа. При этом писатель берёт для исследование самые крупные, переломные моменты в истории родного народа и пореформенный период. Написана пока только первая часть романа…, но и по ней чётко угадывается пафос произведения — осветить проблему, как пришёл народ к своей победе, и не только к социально-экономическому освобождению, но и к духовному и психологическому высвобождению из-под гнёта царского самодержавия, национальной буржуазии, религиозного дурмана и вековых предрассудков…

Трудно говорить о конечном результате этого серьёзного историко-художественного исследования, но ясно и теперь, что задумано глубокое и подлинно художественное произведение. При этом, судя даже по уже написанной части, автор успешно сочетает в себе историка и художника, рассматривает историю народа как сгусток его социального и духовного бытия.Н. Г. Джусойты

### Книги
- Машар Айдамирова (составитель). Эпоха «Долгих ночей». — Грозный, 2011. — 320 с. — 1000 экз. — ISBN 978-5-4314-0009-4.
- Айдамиров А. А. Долгие ночи: роман-хроника = Еха буьйсанаш. — Грозный: Чечено-Ингушское книжное издательство, 1990. — 551 с. — 30 000 экз.
- Айдамиров А. А. Долгие ночи: роман (пер. с чеченского). — М.: Арграф, 1996. — 590 с. — 20 000 экз.
- Джамбеков О. А. Функциональное многообразие национального фольклора в системе документально-художественного дискурса трилогии Абузара Айдамирова («Долгие ночи», «Молния в горах», «Буря») как народной эпопеи: монография. — Грозный: АО Издательско-полиграфический комплекс «Грозненский рабочий», 2016. — 128 с. — 999 экз. — ISBN 978-5-4314-0263-0.

### Статьи
- Джамбеков О. А., Джамбекова Т. Б. Историзм и фольклорные истоки трилогии Абузара Айдамирова «Долгие ночи» // Вестник Адыгейского государственного университета : журнал. — 2009. — № 4. — С. 29—36.
- Джамбеков О. А., Джамбекова Т. Б. Мифологема свободы в фольклорной и литературной парадигме Чечни (на материале трилогии чеченского прозаика Абузара Айдамирова «Долгие ночи») // Гуманитарные исследования : журнал. — 2015. — № 3. — С. 84—88. — ISSN 1818-4936.
- Джамбеков О. А. Некоторые особенности структуры и поэтики трилогии Абузара Айдамирова «Долгие ночи» в контексте интертекстуальных связей // Гуманитарные исследования : журнал. — 2015. — № 4. — С. 100—104. — ISSN 1818-4936.